# Dungeon synth
A dungeon synth (egyéb neveken: black ambient, dark dungeon music, medieval ambient) a dark ambient egyik alműfaja, a '80-as, '90-es évek fordulójától kezdve találhatóak rá példák.
Az alapvetően szintetizátoron előállított művek misztikus, álomszerű kompozíciókat mutatnak fel. Általában instrumentálisak, hangulatukban középkori vagy fantasy-témákat dolgoznak fel, mindezeket jellemzően a Black metalhoz köthető felépítéssel vagy esztétikával.
Sokszor emlékeztethetnek a korai videójáték-zenékre, erre a párhuzamra akár rá is játszhatnak az egyes előadók a megfelelő témaválasztással vagy hangszínekkel.

## Fontosabb előadók
A norvég black metal hullám klasszikus lemezein rendre előfordulnak a műfajhoz köthető tételek, ekkoriban introként vagy átvezetőként alkalmazva. Az első, már teljesen ebben az előadásmódban megírt lemezek előadóinak egy része szorosan köthető ehhez a színtérhez:
- Mortiis és side projektjei: Fata Morgana, Cintecele Diavolui [2]
- Burzum egyes lemezei
- Wongraven
- Summoning egyes lemezei

stb.
A 2010-es évek második felében kezdődött a műfaj első reneszánsza, a színre szólítva újabb előadókat:
- Old Tower
- Spectral Kingdom
- Fief
- Erang
- Thangorodrim

stb.
Nemzetközi szinten több kiadót is alapítottak ekkor kimondottan a műfajra fókuszáltva, exkluzív megoldásokkal segítve a terjesztést (pl. hagyományos kazetták használata, artwork, stb.) :
- Gondolin Records
- Eldest Gate Records